# Военный лей
Военный лей (рум. Leul de război, Bilete emise de către trupele de ocupație germane) — денежные знаки, выпущенные в период германо-австрийской оккупации Румынии во время Первой мировой войны и обращавшиеся параллельно с румынским леем.

## История
После вступления Румынии в войну в результате Румынской кампании 1916—1917 годов часть Румынии была оккупирована германскими и австрийскими войсками. Национальный банк Румынии был эвакуирован в Яссы.
В 1917 году оккупационные власти начали выпуск в обращение банкнот Генерального банка Румынии.
После окончания войны и освобождения Румынии банкноты продолжали использоваться в обращении. 28 января 1919 года Министерство финансов Румынии издало приказ о штемпелевании банкнот Генерального банка Румынии. Банкноты находились в обращении до 1 ноября 1920 года.

## Банкноты
Денежные знаки содержат название банка-эмитента — «Banca Generala Româna», номинал, номер, предупреждение об ответственности за подделку, информацию об обеспечении эмиссии депозитами, размещёнными в германском Рейхсбанке.
| Изображение     | Изображение       | Номинал   | Размеры (мм) |
| Лицевая сторона | Оборотная сторона | Номинал   | Размеры (мм) |
| --------------- | ----------------- | --------- | ------------ |
|                 |                   | 25 баней  | 93×60        |
|                 |                   | 50 баней  | 110×70       |
|                 |                   | 1 лей     | 130×80       |
|                 |                   | 2 лея     | 131×80       |
|                 |                   | 5 леев    | 145×90       |
|                 |                   | 20 леев   | 160×98       |
|                 |                   | 100 леев  | 188×115      |
|                 |                   | 1000 леев | 213×130      |